# Adel al-Dschubeir

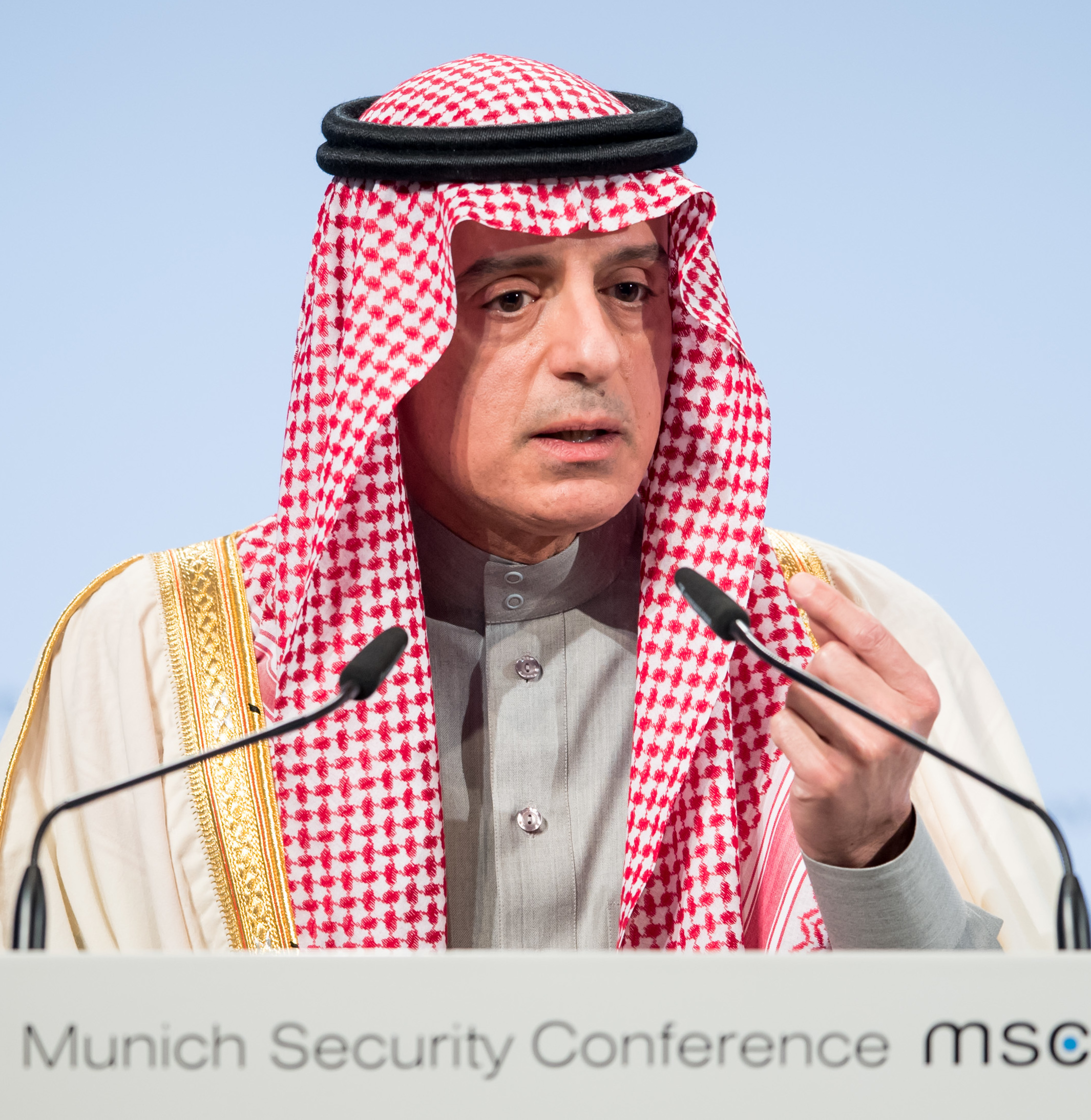
Al-Dschubeir während der 54. MSC 2018

Adel bin Ahmed al-Dschubeir (auch Adel el-Dschubeir, arabisch عادل بن أحمد الجبير, DMG ʿĀdil b. Aḥmad al-Ǧubair; * 1. Februar 1962 in Madschme nahe Riad) ist ein saudischer Politiker und Diplomat. Er war von April 2015 bis Ende 2018 Außenminister von Saudi-Arabien und ist seitdem Staatsminister für Auswärtige Angelegenheiten. Seit Mai 2022 ist er außerdem Saudi-Arabiens Gesandter für Klimafragen. Ab 2007 war er saudischer Botschafter in den Vereinigten Staaten gewesen.

## Leben

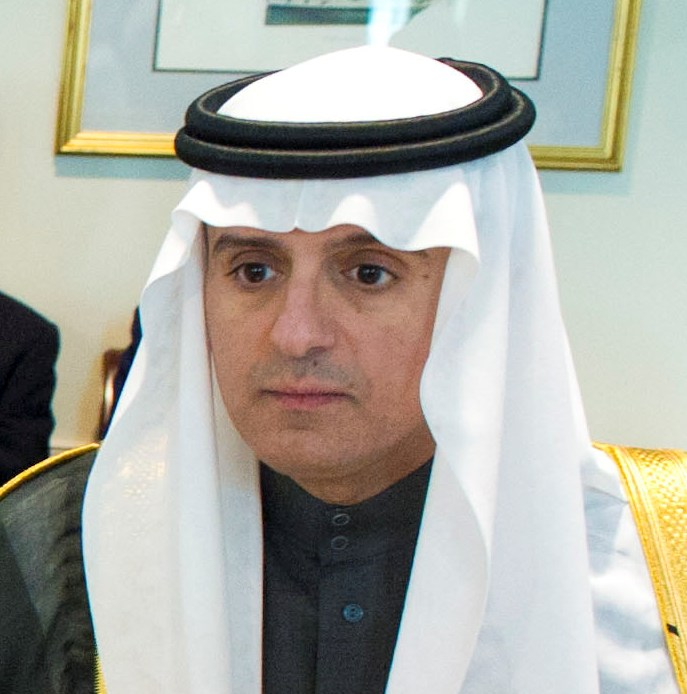
Adel al-Dschubeir (2012)

Adel Dschubeir besuchte Schulen im Libanon, im Jemen, in den Vereinigten Staaten und in Deutschland. Seine Abschlüsse erwarb er im Jahre 1982 an der Universität von Nord-Texas in Politikwissenschaften und 1984 an der Edmund A. Walsh School of Foreign Service der Georgetown-Universität in Internationale Beziehungen.
Dschubeir trat 1987 mit 25 Jahren in den diplomatischen Dienst ein und arbeitete zunächst für den damaligen Botschafter Prinz Bandar ibn Sultan in Washington, D.C. Dschubeir ist sunnitischer Muslim und parteipolitisch unabhängig (Parteien sind im wahhabitisch regierten Königreich verboten). Am 27. Februar 2007 wurde er zum Botschafter Saudi-Arabiens in den Vereinigten Staaten ernannt. Am Dienstag, den 11. Oktober 2011 verkündete der US-Justizminister Eric Holder vor der Presse, dass zwei iranische Agenten einen Bombenanschlag mithilfe des Drogenkartells Los Zetas geplant hätten, um Dschubeir zu töten.
Im Rahmen seines Antrittsbesuchs im August 2015 in Deutschland als neuer saudischer Außenminister sprach Bundesaußenminister Frank-Walter Steinmeier ihm gegenüber auch die Menschenrechtslage in Saudi-Arabien an. Zudem bat er Dschubeir, sich für eine „menschliche Lösung“ des inhaftierten und zu 1000 Peitschenhieben verurteilten Bloggers Raif Badawi einzusetzen.
Im Dezember 2018 wurde al-Jubeir von seinem Posten als Außenminister zum Staatsminister für Auswärtige Angelegenheiten degradiert. Dies geschah nach der Ermordung von Jamal Khashoggi. Al-Jubeir galt nach dem Attentat als leidenschaftlicher Verteidiger der saudischen Königsfamilie und war der erste saudische Politiker, der öffentlich erklärte, Khashoggi sei von „abtrünnigen Elementen“ der saudischen Regierung ermordet worden. Da das Verbrechen auf dem Gelände eines saudischen Konsulats geschah, trug er als Außenminister damit eine gewisse Verantwortung, weshalb er zum Staatsminister degradiert wurde.
Seit Mai 2022 ist er nach Angaben der saudi-arabischen Monarchie außerdem Gesandter für Klimafragen.
Neben Arabisch und Englisch beherrscht Dschubeir auch Deutsch. Er ist verheiratet und hat drei Kinder.

## Wirken
Nach der in Saudi-Arabien erfolgten Hinrichtung des schiitischen Geistlichen Nimr al-Nimr am 2. Januar 2016 und der darauf folgenden abrupten Abkühlung der Iranisch-Saudi-Arabischen Beziehungen gab Dschubeir den Abbruch der diplomatischen Beziehungen zum Iran bekannt und ordnete die kurzfristige Ausreise sämtlicher iranischer Diplomaten an.
Nachdem Kanada die Freilassung des Bloggers Raif Badawi und dessen Schwester gefordert hatte, wies Saudi-Arabien im August 2018 den kanadischen Botschafter aus und fror die Handelsbeziehungen ein. In seiner Begründung verwahrte sich al Dschubeir gegen Einmischung in innere Angelegenheiten.
Nach dem Verschwinden des Journalisten Khashoggi sprach al Dschubeir von einem außer Kontrolle geratenen Verhör.